# ليتشفيلد (نيويورك)
ليتشفيلد (بالإنجليزية: Litchfield, New York)‏ هي بلدة أمريكية تقع في الولايات المتحدة في مقاطعة هيركايمر، نيويورك. يقدر عدد سكانها بـ 1,513 نسمة ومساحتها 76.8 كم2 وترتفع عن سطح البحر 456 متر.

## أعلام
- فيلو ريمينغتون
- جون كيرتس أندروود